# Теория на вероятностите
Теорията на вероятностите е приложна математическа дисциплина, която изучава оценката за възможността да се случи дадено събитие.
Формално вероятност се дефинира като функция, която съпоставя на всеки възможен изход от даден експеримент число между 0 и 1.
Съществуват теории, при които се дефинират отрицателни вероятности, но не са много разпространени. Друга „екзотична“ теория е частта от размитата математика, въведена през 1968 година, изучаваща размитите събития.

## История
Теорията на вероятностите е относително нова дисциплина. Възниква във връзка с решаването на задачи свързани с хазартните игри. Едни от първите работи по нея са на Пиер дьо Ферма, Хюйгенс, Бернули още през 17 век. Аксиоматична теория е предложена едва през 20 век от Колмогоров.
Много важен е трудът на френския математик и философ Блез Паскал „Триъгълник на Паскал“. В него авторът представя по удобен начин метода за изчисление на вероятностите.
Теорията на вероятностите изучава свойствата на случайните събития и правилата за пресмятане на техните вероятности. Интуитивният смисъл на понятието случайно събитие е ясен на всеки – това е „нещо“, което или става, или не става. Предполага се, че се провежда някакъв опит (експеримент), т.е. че се реализира съвкупност от условия, при което може да посочи какъв е съответният резултат, или изход (ω), а също да се опише множеството (Ω) на всички възможни изходи. Изобщо случайното събитие е подмножеството на подпространството Ω от всички изходи в разглеждания опит. Ако означим с А събитието, което ни интересува, с ω – изхода от опита и се окаже, че ω ∈ А, казваме, че събитието А се сбъднало (е настъпило), а ω е благоприятен изход за А. Ако ω ∉ А, събитието А не настъпва, и ω не е благоприятен изход за А. Самото множество Ω, разглеждано като подмножество на себе си, също представлява събитие, което очевидно се сбъдва при всеки опит. Ето защо то се нарича достоверно събитие. Празно множество (∅) е това подмножество на Ω, което не може да се сбъдне при провеждането на какъвто и да е опит, това множество е наречено невъзможно събитие. Основен интерес за теорията на вероятностите представляват онези събития, които при разглеждания опит може както да се сбъднат, така и да не се сбъднат. Известните теоретико-многествени операции обединение (сума), сечение (произведение) и допълнение се разглеждат и за случайни събития. Ако А и В напр. са събития, то А ≥ B (обединение) е отново събитие, което означава, че настъпва поне едно от А и В, т.е. настъпва или А, или А ≤ В (сечение) е отново събитие, което се състои в съвместно настъпване на двете дадени събития. За всяко събитие А може да се разгледа събитието Ā (допълнението на А до Ω), наречено противоположно събитие на А. Операциите допълнение и сечение може да се дефинират и за повече от две събития.
Съществен момент в теорията на вероятностите е този, че на случайните събития може да се съпоставят числа, наречени техни вероятности. Ако А е произволно събитие, т.е. А ⊂ Ω, където Ω е множеството от изходите при даден опит, вероятността на А се означава с Р(А), и Р(А) е число от интервала [0, 1]. При това Р(А) = 0 и само ако А е невъзможното събитие ∅ и Р(А) = 1 само, ако А е достоверното събитие Ω. Важна роля тук има следното правило, наречено теорема за събиране на вероятностите: (Р(АUВ)) = Р(А) + Р(В) за всеки две несъвместими събития А и В (т.е. такива, че АВ = ∅). Ако се предположи, че А и В са събития, при които настъпването на всяко от тях, не влияе на вероятността за настъпване на другото, тогава такива събития се наричат независими. За независими събития е в сила правилото, известно като теорема за умножение на вероятностите Р(АВ) = Р(А) × Р(В).
Нека се провежда опит и Ω = {ω1, ω2, … ωN} е множеството от всички изходи, N на брой, като на всеки изход ωК е поставлено в съответствие числото 1/N (наречено негова вероятност). В този случай говорим за опит с N равновероятни (равновъзможни) изходи. Всяко случайно събитие А се състои от някои от елементите на Ω и ако А = {ωi1, ωi2, … ωiM}, т.е. ако за А са благоприятни изходите ωi1, ωi2, … ωiM, то вероятността на А се дефинира с равенството Р(А) = M / N. Т.е. вероятността на събитието А е равна на отношението на броя на благоприятните изходи (М) към броя на всички възможни изходи в опита (N).
Тази дефиниция се нарича класическа дефиниция на вероятност. В подобни модели вероятностите на случайните събития са намират, като се разглеждат подходящи комбинаторни конфигурации и се решават т. нар. преброителни или комбинаторни задачи. Очевидно е, че може да се разглеждат и далеч по-сложни опити, при които изходите не са равновероятни, а също опити, в които изходите са безброй.
В съвременната теория на вероятностите се изхожда от тройката {Ω,F,P} наречена вероятностно пространство. Тук Ω е множеството от изходите при някакъв опит, F – достатъчно богата съвкупност от случайни събития (подмножество на Ω), а Р – вероятност, която е дефинирана за събитията от F и притежава свойства от типа на споменатите по-горе, а именно: 0 ≤ Р(А) ≤ 1 за всяко A ∈ F; P(Ω) = 1; P(A1 Ū A2 Ū …) = P(A1) + P(A2) + … за две по две произволни несъвместими събития А1, А2, … от F.
Освен случайните събития се въвеждат и изучават още два основни обекта: случайни величини и случайни (стохастични) процеси. Изучаването на тези обекти е основно съдържание на съвременната теория на вероятностите и многочислените ѝ приложения, особено в естествознанието.
Ценността на теорията на вероятностите се разкрива особено ярко чрез граничните теореми. Първият сериозен теоретико-вероятностен резултат е получен през 1707 г. От Я. Бернули. Според бернулиевия закон за големите числа, ако случайното събитие А при един опит има вероятност р, където 0 < p < 1, то при голям брой такива опити, например n, относителната честота μn / n (μn е броят на опитите, при които А се сбъдва) се различава малко от числото р. Съществени обобщения на този закон са получени от П.Л. Челишов, А.А. Марков, А.Я. Хинчин и А.Н. Колмогоров. Друг важен резултат е централната гранична теорема, първият вариант на която е установен от А. Моавър и П. Лаплас. Според този универсален закон при сумиране на голям брой случайни величини (измерения на някакъв показател) след съответни преобразувания (центриране и нормиране) се получава величина, чието разпределение е близко до гаусовото (нормалното) разпределение. Този факт лежи в основата на много приложения на теорията на вероятностите в науки като физика, химията, биологията; като в техниката, икономиката, спорта и други.
Основните понятия на теорията на вероятностите започват да се формират едва през XVI и началото на XVII в. При изучаване на проблеми от хазартните игри., търговията, застрахователното дело и техниката. Големи заслуги за развитието на теория на този етап имат П. дьо Ферма, Б. Паскал, Х. Хюйгенс, Я. Бернули, а по-късно – П. Лаплас, к-Фр. Гаус и Д. Поасон. Нов и важен етап е свързан с изследванията на П.Л. Чебышов, А.А. Марков, А.М. Ляпунов, и Е. Борел. Фундаментален принос обаче за сторогото обосноваване на теорията на вероятностите като математическа дисциплина има А.Н. Колмогоров. Многобройни са първокласните резултати и на А.Я. Хинчин, С.Н. Бернштейн, П. Леви, У. Фелер, Б.В. Гнеденко, Дж. Дуб, Ю.В. Прохоров и други.
В България за първи път лекции по теория на вероятностите са четени от Н. Обрешков в СУ „Кл. Охридски“ в началото на 30-те години.

## Дискретни случайни величини
Математическото очакване е числова характеристика на една случайна величина. Определя като сума от произведенията на вероятните изходи по техните вероятности.